# Jambe
 (avril 2017).
Si vous disposez d'ouvrages ou d'articles de référence ou si vous connaissez des sites web de qualité traitant du thème abordé ici, merci de compléter l'article en donnant les références utiles à sa vérifiabilité et en les liant à la section « Notes et références ».
Cet article concerne le membre susnommé dans l'anatomie humaine. Pour les autres significations, voir Jambe (homonymie).
La jambe est, en anatomie humaine, la partie de chaque membre inférieur du corps s'articulant en haut avec la cuisse, via le genou, et en bas avec le pied, via la cheville. Autrement dit, la jambe est entre le genou et la cheville. Elle n'inclut donc pas ces deux articulations. Sa fonction est essentiellement locomotrice au cours de la marche.  Dans le langage courant, « jambe » désigne le membre inférieur dans sa totalité.

## Anatomie

### Squelette
Le tibia et la fibula (ou le péroné) sont les os de la jambe. Ce sont deux os longs ayant chacun une extrémité proximale et une extrémité distale. Le tibia est plus épais que la fibula, et il est situé médialement par rapport à celle-ci.
Ces deux os sont reliés par une membrane conjonctive, appelée membrane interosseuse. Leurs extrémités adjacentes des deux os sont en contact l'une avec l'autre, formant en haut l'articulation tibiofibulaire supérieure, près du genou, et en bas l'articulation tibiofibulaire inférieure, près de la cheville. Ces articulations sont des syndesmoses et sont presque immobiles. Ainsi, l'articulation tibiofibulaire inférieure est le siège d'un minime écartement passif lors de la dorsiflexion du pied.

### Musculature

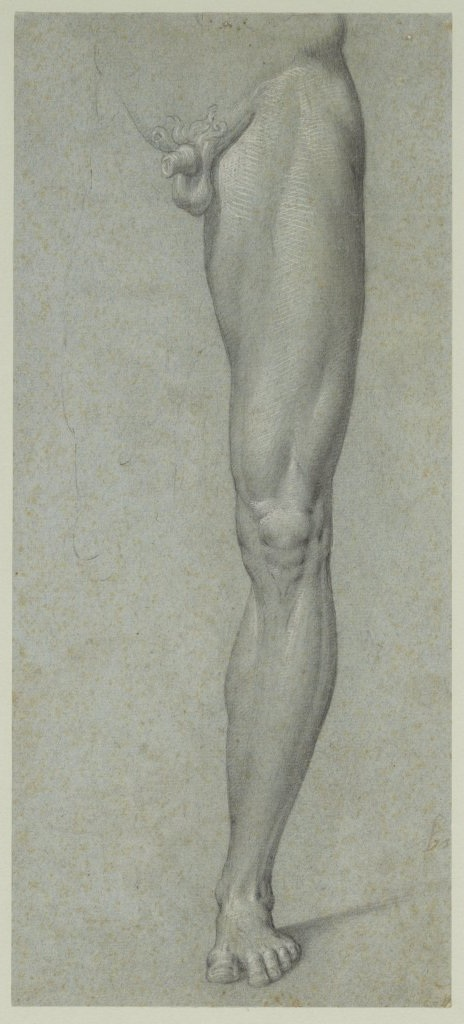
Attribué à Giovanni Ambrogio Figino, Étude de la jambe d’un homme.

Les muscles de la jambe sont répartis en trois loges délimitées par des fascias : les loges antérieure, latérale et postérieure.
La loge antérieure est située en avant de la membrane interosseuse et contient trois ou quatre muscles. Le tibial antérieur permet la flexion dorsale du pied ; le long extenseur de l'hallux et le long extenseur des orteils permettent l'extension des orteils. Elle peut également contenir le troisième fibulaire (anciennement péronier antérieur), inconstant, qui permet la flexion, l'abduction et la rotation du pied en dehors.
La loge latérale est située au contact de la face latérale de la fibula et contient deux muscles, le long fibulaire et le court fibulaire. Ces deux muscles permettent l'éversion du pied. La loge latérale contient parfois le quatrième fibulaire, variante anatomique.
La loge postérieure correspond au mollet, elle contient cinq ou six muscles que l'on peut répartir deux plans.
- Le plan profond contient les muscles poplité, muscle court permettant de fléchir la jambe et de lui imprimer un mouvement de rotation en dedans ; le long fléchisseur des orteils et le long fléchisseur de l'hallux, qui permettent la flexion des orteils ; le tibial postérieur, adducteur et rotateur interne du pied.
- Le plan superficiel contient le volumineux triceps sural et le petit plantaire, inconstant. Le triceps est constitué de 3 chefs : le soléaire et les deux gastrocnémiens (anciennement jumeaux) qui se rejoignent en un tendon commun, le tendon d'Achille ; il permet la flexion du genou et l'extension du pied. Le muscle plantaire est un faible auxiliaire du triceps.

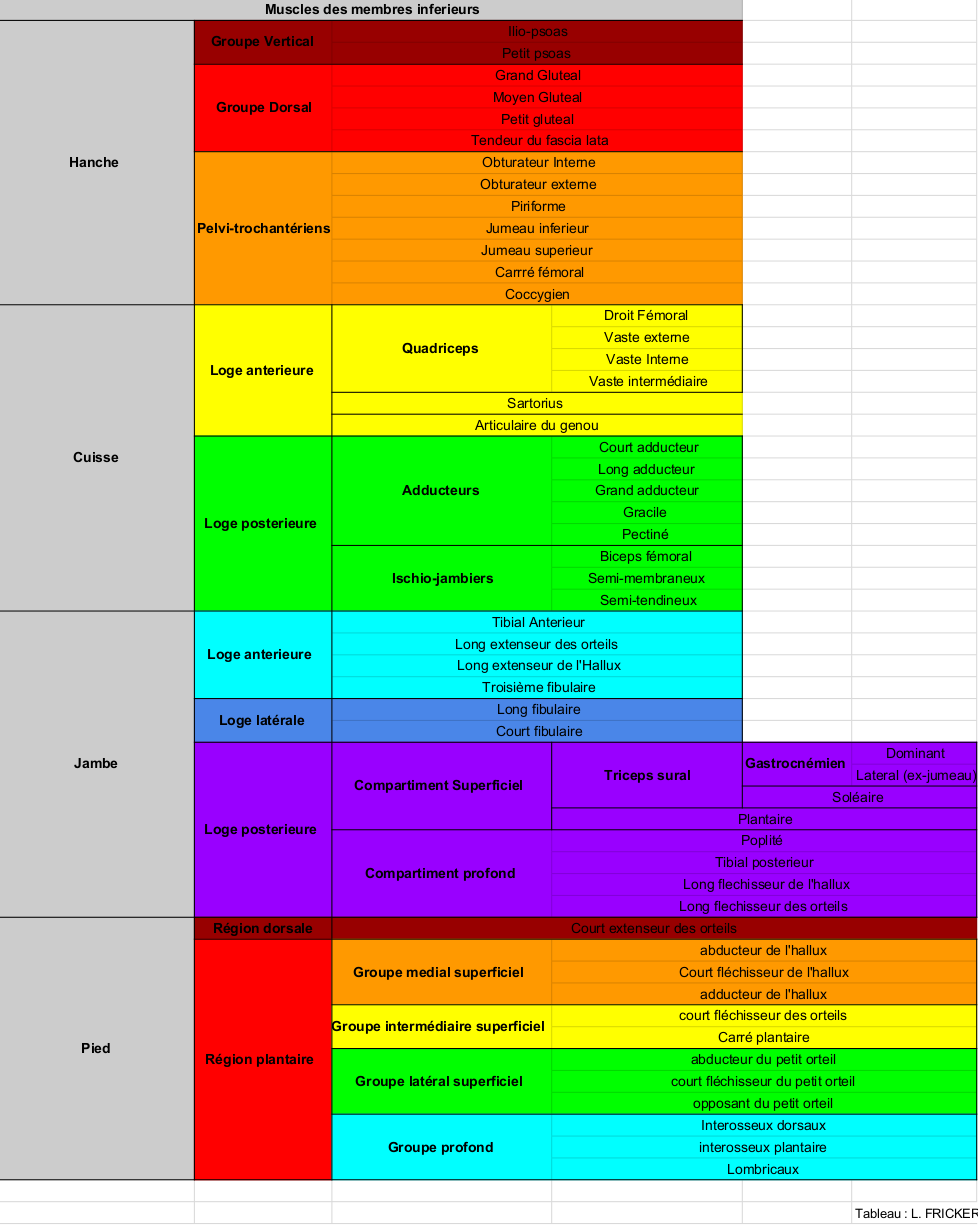
Muscles des membres inférieurs chez l'homme

### Vascularisation

#### Artères
Les artères vascularisant la jambe sont les artères tibiale antérieure et tibiale postérieure. Elles sont issues de la division de l'artère poplitée au niveau de la partie inférieure de la fosse poplitée.
L'artère tibiale antérieure chemine dans la loge antérieure de la jambe et se prolonge au niveau du pied par l'artère dorsale du pied. L'artère tibiale postérieure chemine dans la loge postérieure ; elle donne l'artère fibulaire près de son origine et se divise dans le pied en artères plantaire médiale et plantaire latérale.

#### Veines
Le drainage veineux de la jambe est constitué de deux réseaux, profond et superficiel.
Le réseau profond est constitué par les veines tibiale antérieure et tibiale postérieure qui se rejoignent pour former la veine poplitée au niveau inférieur de la fosse poplitée. La veine tibiale antérieure fait suite à la veine dorsale du pied au niveau du pied. La veine tibiale postérieure naît de la réunion des veines plantaire médiale et plantaire latérale ; elle reçoit également la veine fibulaire.
Le réseau superficiel est constitué des veines grande saphène et petite saphène. La grande veine saphène fait suite à la veine marginale médiale du pied et se continue vers la cuisse. La petite veine saphène fait suite à la veine marginale latérale du pied et se jette dans la veine poplitée au niveau du genou.

### Innervation
Trois nerfs issus de la cuisse se distribuent la région de la jambe : les nerfs tibial (ou sciatique poplité interne), fibulaire commun (ou sciatique poplité externe) et saphène.
Le premier nerf, le nerf tibial, issu de la division du nerf sciatique dans la cuisse, chemine dans la loge postérieure avec l'artère tibiale postérieure. Il innerve les muscles de la loge postérieure et la peau de la partie postérieure de la jambe.
Le deuxième nerf, le nerf fibulaire commun, est également issu de la division du nerf sciatique dans la cuisse. Après avoir contourné médialement la tête fibulaire, il donne les nerfs fibulaire superficiel et fibulaire profond. Le nerf fibulaire superficiel innerve les muscles de la loge latérale et la peau de la partie latérale de la jambe ; le nerf fibulaire profond innerve les muscles de la loge antérieure.
Le troisième nerf issu de la cuisse, le nerf saphène, est une branche du nerf fémoral et chemine avec la grande veine saphène. Il innerve la peau de la partie médiale de la jambe.

## Affections
- Syndrome des jambes sans repos
- Syndrome de loge
- Ulcère de la jambe
- Fractures
- Tendinopathie
- Crampes
- Élongation musculaire, déchirure musculaire

L'exploration à fins de diagnostic se fait entre autres par l'écoute du patient, ainsi que par la palpation (« clé palpatoire », « points gâchette », température du muscle comme signe d'inflammation...). Les examens d'imagerie médicale et d'éventuelles biopsies permettent une exploration plus précise.

## Jambisation
En France, dans l'argot des banlieues, la « jambisation » est le fait, dans le cadre de vengeance entre groupes criminels, de tirer à bout portant, avec une arme à feu, sur la jambe d'une personne considérée comme ennemie. Cet acte criminel entraîne des séquelles souvent irréversibles, sans donner la mort, mais qui entraînent un handicap permanent, le but étant de terroriser l'ennemi, dans l'optique du contrôle d'un territoire, par exemple de vente de produits stupéfiants.